# Edelsteinaspis
Edelsteinaspis (лат.) — род нижнекембрийских трилобитов из семейства Edelsteinaspididae отряда Corynexochida, ископаемые остатки которых встречаются почти повсеместно на Сибирской платформе, а также в Республике Алтай, Западном Саяне, Кузнецком Алатау, Забайкалье и Китае в отложениях тойонского яруса.

## Этимология
Род назван в честь советского геолога и географа Якова Самойловича Эдельштейна.

## Описание
Передняя краевая кайма отогнута вверх. Пигидий широкий и состоит из 57 четких сегментов. Обладает четырнадцатью туловищными сегментами. Хвостовые щиты полуэллиптической формы, состоят из семи колец с резкими интерплевральными и плевральными бороздками, с широкой уплощенной каймой. Зубцы на краевой кайме хвостового щита отсутствуют. Глабелярная борозда отогнута назад. Имеет резко оттянутую переднюю лопасть глабели. Задние ветви лицевых швов очень длинные. 
Был нектобентическим хищником.

## Распространение
Род известен из отложений формаций Синской, Усийской, Уярской, Торгашинской, Сиис и Шуаниншан.

## Систематика
Типовой вид Edelsteinaspis ornata был описан Екатериной Владимировной Лермонтовой в 1940 году.
В род включают следующие вымершие виды:
- Edelsteinaspis altaica E. Romanenko, 1978
- Edelsteinaspis generosa Repina, 1973
- Edelsteinaspis gracilis Lermontova in Suvorova, 1964
- Edelsteinaspis ornata Lermontova, 1940typus
- Edelsteinaspis paraornata Jegorova, 1976
- Edelsteinaspis plana N. Tchernysheva, 1961